# Zub'ja
Zub'ja är en nunatak i Antarktis. Den ligger i Östantarktis. Argentina och Storbritannien gör anspråk på området. Toppen på Zub'ja är 1 586 meter över havet.
Terrängen runt Zub'ja är en högslätt. Trakten är obefolkad. Det finns inga samhällen i närheten.